# بيارق العراق
[هل المصدر موثوق به؟]
بيارق العراق كيان سياسي تأسس في العراق، تحديدا مدينة بغداد عام 2009م ، ضم أكثر من عشرين كيان سياسي فضلا عن شخصيات وتجمعات عشائرية من مختلف محافظات العراق.

## وصلات خارجية
- موقع بيارق العراق